# Tambrauw
Tambrauw ist ein Regierungsbezirk auf dem indonesischen Inselteil von Neuguinea und liegt in der Provinz Papua Barat Daya. Seine Hauptstadt ist Fef.

## Bevölkerung
2020 lebten in Tambrauw 32.091 Menschen, 16.716 Männer und 15.375 Frauen. Die Bevölkerungsdichte beträgt weniger als 3 Personen pro Quadratkilometer. 93 Prozent der Einwohner sind Christen und 7 Prozent Muslime.